# フレイ (コミック)
『フレイ』（Fray ）は、アメリカ合衆国で発売されたコミック。『バフィー 〜恋する十字架〜』のスピンオフ作品で2001年から2003年にかけて発売された。

## 内容
舞台は23世紀のニューヨーク。ホームレスの少女メラッカは、強盗事件を起こしたあと、仲間に裏切られる。その後、悪魔アークンに出会う。彼はウォッチャー・カウンシル（後見人委員会）に所属するウォッチャーで、この後彼女はバンパイア・スレイヤーとして活躍することになる。

## 登場人物
メラッカ・フレイ
愛称メル。バンパイア・スレイヤー。
ハース・フレイ
メルの双子の兄。メラッカの助手だったが、イカルスらに捕まりバンパイアにされる。
エリン
メルの姉。刑事。
ルー
メルを慕う少女。
アークン（Urkonn)
ウォッチャー。ゴリラのような体躯をしたモンスター。頭の側面に大きな角がある。
イカルス
バンパイア。禿頭で額の中央に大きな刺青がある。
ボス
メルのボス。街の顔役でナマズに似た外見の半魚人。後にアークンの後任のウォッチャーになる。